# ФК Рудеш
НК Рудеш (на хърватски: Nogometni klub Rudeš) е хърватски футболен отбор от едноименния район на столицата Загреб, Загребска жупания. Основан е в Социалистическа федеративна република Югославия.
Състезава се във Втора хърватска футболна лига.

## История
„Рудеш“ е основан през 1957 година и по-голямата част от историята си провежда в низшите лиги. През 2003 година печели Загребската Четвърта лига и се качва в Трета лига. Там „Рудеш“ играе в продължение на шест години, а през 2009, побеждава в дивизия Запад и завоюва мястото си във Втора лига.
През 2009/10 „Рудеш“ дебютира във втората по значимост лига на Хърватия, където финишира в средата на турнирната таблица. В следващите години отборът неизменно завършва шампионата сред лидерите на Втора лига. През 2016/17 „Рудеш“ става шампион на Втора лига, и за пръв път се изкачва в Първа лига. През май 2017 година клубът подписва с испанския „Алавес“ партньорско съглашение, в което Рудеш играе ролята на фарм-клуб на испанския тим от Примера. Но само след година то бива разтрогнато.
На 16 юли 2017 година загребския клуб дебютирова в елита на хърватския футбол, завършвайки в първия си мач наравно (1:1) с „Осиек“. Първият гол в лигата за „Рудеш“ скарва Карло Каменар. След месец отборът прави и първата си победа в Първа лига у дома с минимален резултат срещу „Истра 1961 (Пула)“. „Рудеш“ дълго време играе ролята на главен аутсайдер в шампионата, но в края на първенството с поредица от впечатляващи победи над сплитския „Хайдук“, „Риека“ и загребското Динамо“, успява да финишира на безопасното осмо място, което се явява и най-доброто му класиране в елита. През сезон 2018/19 заема последното десето място и изпада във Втора лига.

## Успехи
Хърватия
- Първа хърватска футболна лига:
  - 8-о място (1): 2017/18
- Друга Хърватска Ногометна лига: (2 ниво)
  -  Шампион (1): 2016/17
- Трета Хърватска Ногометна лига: (3 ниво)
  -  Шампион (2): 2008/09 (Запад)
- Четвърта Хърватска Ногометна лига: (4 ниво)
  -  Шампион (2): 2002/03 (Загреб)
- Купа на Хърватия:
  - 2 кръг (2): 2011/12, 2016/17